# Via Tiburtina

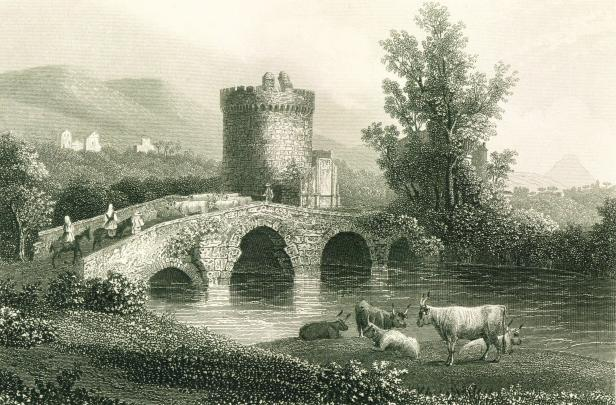
Ponte Lucano, um 1840

Die Via Tiburtina („Tiburtinische Straße“) war eine Staatsstraße (via publica) des Römischen Reiches. 

## Antike

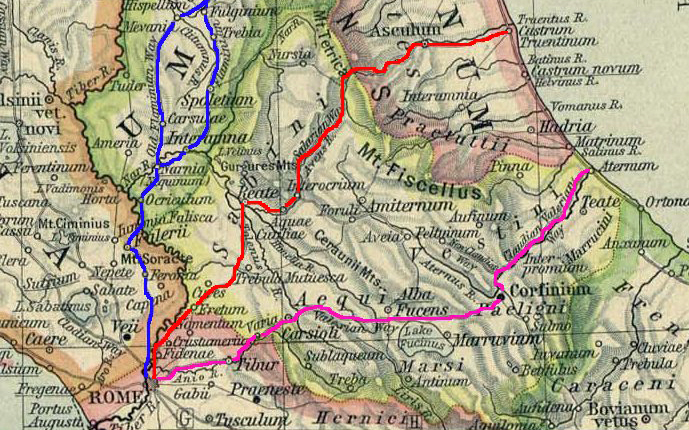
Karte der nordöstlichen Umgebung Roms mit wichtigen antiken Straßen; der Verlauf der Via Tiburtina in violett

Die Via Tiburtina verbindet die Stadt Rom mit Tibur (heute Tivoli). Sie verlässt Rom nach Osten hin, führt in nordöstlicher Richtung zum Ponte Mammolo, wo sie den Anio überquert, und verläuft wieder in östlicher Richtung. Die Straße hatte bei Settecamini eine Breite von 3,5 m. Am Ponte Lucano bei Tibur überquerte sie den Anio erneut und führte steil am Tempio della Tosse vorbei zur Porta Esquilina von Tibur (heute Porta del Colle). Die Straße führte zunächst zu den Tempeln in Tibur und wurde später von den römischen Aristokraten benutzt, die ihre Villen in Tibur errichtet hatten.
Die Via Valeria ist die Fortsetzung von Tibur nach Osten.

## Neuzeit
Heute ist die Via Tiburtina als Staatsstraße 5 (SS5) ein wichtiger Teil des italienischen Fernstraßennetzes. Sie verbindet Rom mit Pescara in der Region Abruzzen.